# 미노역
미노역(일본어: みの駅 미노에키[*])은 일본 가가와현 미토요시에 있는 시코쿠 여객철도 요산선의 역이다. 역 번호는 Y15이며, 단선 승강장 1면 1선 구조의 지상역이다.

## 역 주변
- 미토요 시청 미노 지소
- 다이와 하우스 공업 시코쿠 공장

## 이용 현황
| 연도     | 하루 평균 승차 인원 |
| 2008년도 | 244명               |
| 2009년도 | 263명               |
| -------- | ------------------- |

## 역사
- 1952년 1월 27일 : 다카세다이보 역(일본어: 高瀬大坊駅)으로 개업.
- 1994년 12월 3일 : 미노역으로 개칭.

## 인접정차역
| 시코쿠 여객철도 요산선    | 시코쿠 여객철도 요산선       | 시코쿠 여객철도 요산선    |
| ------------------------- | ---------------------------- | ------------------------- |
| Y 14 다쿠마 다카마쓰 방면 | 특급 · 쾌속 '선 포트' · 보통 | 다카세 Y 16 마쓰야마 방면 |